# Tom Barkhuizen
Tom Barkhuizen, né le 4 juillet 1993 à Blackpool, est un footballeur anglais qui évolue au poste d'attaquant au Barrow AFC.

## Biographie
Il inscrit 11 buts en quatrième division anglaise lors de la saison 2011-2012 avec le club d'Hereford United.
Il marque ensuite 10 buts dans ce même championnat lors de la saison 2015-2016 avec l'équipe de Morecambe.

## Palmarès

### En club
- Derby County
  - Vice-champion d'Angleterre de troisième division en 2024.